# Pedroso de Acim
Pedroso de Acim és un municipi de la província de Càceres, a la comunitat autònoma d'Extremadura.

## Demografia
| 2001 | 2002 | 2003 | 2004 | 2005 | 2006 |
| ---- | ---- | ---- | ---- | ---- | ---- |
| 137  | 134  | 122  | 119  | 112  | 111  |